# Ed Westwick
Edward »Ed« Westwick, ameriški televizijski in filmski igralec ter glasbenik, *27. junij 1987, Stevenage, Hertfordshire, Anglija, Združeno kraljestvo.

## Biografija

### Zgodnje in osebno življenje
Hodil je s kolegico iz televizijske serije Opravljivka, Jessico Szohr, ki igra Vanesso. Leta 2010 sta se razšla. Z njo je bil v zvezi dve leti, razšla pa sta se, ker naj bi ga Jessica prevarala.
Kadar ne snema v New Yorku, v ZDA je najraje doma, v Londonu.
Ed se z igranje ukvarja že od mladih let saj je obiskoval National Youth Theatre.
Je velik fan nogometnega kluba Arsenal ter tudi sam igra nogomet.
V UK ima svoj band The Filthy Youth, ki izvaja indie rock glasbo, Ed pa si želi tudi v NY ustanoviti band.

### Kariera
Ed Westwick je svojo igralsko kariero začel leta 2006 v filmu Children of Men, še istega leta pa je igral še v seriji Doctors, AfterLife in Casualty ter v filmu Breaking and Entering.
Leta 2007 se pojavi v Son of Rambow, začne pa tudi s snemanjem serije Opravljivka, v kateri ima vlogo Chucka, s katero je najbolj zaslovel. Serijo snema še danes.
Leta 2008 zaigra v filmu 100 Feet, letos pa se je pojavil tudi v seriji Californication.
Trenutno snema film Wuthering Heights.
Poleg igranja tudi poje v bandu The Filthy Youth.

## Filmografija
| Leto | Naslov                | Vloga           | Opombe         |
| ---- | --------------------- | --------------- | -------------- |
| 2006 | Children of Men       | Alex            |                |
| 2006 | Breaking and Entering | Zoran           |                |
| 2007 | Son of Rambow         | Lawrence Carter |                |
| 2008 | 100 Feet              | Joey            |                |
| 2009 | S. Darko              | Randy           |                |
| 2010 | Wuthering Heights     | Heathcliff      | Pre-produkcija |

## Televizija

### Glavne vloge
| Leto        | Naslov      | Vloga      | Epizode    |
| ----------- | ----------- | ---------- | ---------- |
| 2007 - 2012 | Gossip Girl | Chuck Bass | 117 epizod |

### Ostalo
| Leto | Naslov          | Vloga          | Epizoda                      |
| ---- | --------------- | -------------- | ---------------------------- |
| 2006 | Doctors         | Holden Edwards | »Young Mothers Do Have 'Em«  |
| 2006 | Casualty        | Johnny Cullin  | »Family Matters«             |
| 2006 | AfterLife       | Darren         | »Roadside Bouquets«          |
| 2009 | Californication | Balt           | »The Land of Rape and Honey« |

## Nagrade in nominacije
| Leto | Kategorija          | Serija/film | Nagrada           | Rezultat |
| ---- | ------------------- | ----------- | ----------------- | -------- |
| 2008 | Choice TV Star Male | Opravljivka | Teen Choice Award | Dobil    |
| 2008 | Choice TV Villain   | Opravljivka | Teen Choice Award | Dobil    |
| 2009 | Choice TV Villain   | Opravljivka | Teen Choice Award | Dobil    |